# Аманда Вейр
Аманда Вейр  (англ. Amanda Weir, 11 березня 1986) — американська плавчиня, олімпійська медалістка.

## Виступи на Олімпіадах
| Олімпіада   | Дисципліна                                       | Місце |
| ----------- | ------------------------------------------------ | ----- |
| Афіни 2004  | естафета 4 × 100 вільним стилем                  | 2     |
| Афіни 2004  | комплексна естафета 4 × 100                      | 2     |
| Лондон 2012 | естафета 4 × 100 вільним стилем                  | 3     |
| Ріо 2016    | естафета 4х100 вільним стилем (попередні запиви) | 2     |

## Зовнішні посилання
- Досьє на sport.references.com [Архівовано 19 травня 2011 у Wayback Machine.]